# Algarve-Cup 1999
Der Algarve-Cup 1999 war die sechste Austragung des jährlich stattfindenden Turniers für Frauenfußball-Nationalmannschaften und fand zwischen dem 14. und 20. März 1999 an der portugiesischen Algarve statt. Die Mannschaft Chinas gewann das Turnier vor den USA und Dänemark.

## Teilnehmende Mannschaften
An dem Einladungsturnier nahmen 1999 acht Mannschaften teil. Erstteilnehmer sind kursiv gekennzeichnet.
| - Australien - Dänemark - Finnland - Norwegen (Titelverteidiger) | - Portugal (Gastgeber) - Schweden - USA - China |

## Turnierverlauf
Die acht teilnehmenden Mannschaften wurden in zwei Gruppen aufgeteilt und trafen in einem Rundenturnier aufeinander. In der anschließenden Finalrunde spielten die Gruppenvierten, Gruppendritten und Gruppenzweiten um die Plätze sieben, fünf und drei sowie die Gruppensieger im Finale um den Turniersieg.

### Gruppenphase
Gruppe A
| Pl. | Land     | Sp. | S | U | N | Tore    | Diff. | Punkte |
| --- | -------- | --- | - | - | - | ------- | ----- | ------ |
| 1.  | USA      | 3   | 2 | 1 | 0 | 007:200 | +5    | 07     |
| 2.  | Norwegen | 3   | 2 | 0 | 1 | 004:300 | +1    | 06     |
| 3.  | Schweden | 3   | 0 | 2 | 1 | 002:300 | −1    | 02     |
| 4.  | Finnland | 3   | 0 | 1 | 2 | 000:500 | −5    | 01     |

|                            |   |          |     |
| 14. März 1999 in Silves    |   |          |     |
| USA                        | – | Schweden | 1:1 |
| Norwegen                   | – | Finnland | 1:0 |
| 16. März 1999 in Quarteira |   |          |     |
| Norwegen                   | – | Schweden | 2:1 |
| USA                        | – | Finnland | 4:0 |
| 18. März 1999 in Albufeira |   |          |     |
| USA                        | – | Norwegen | 2:1 |
| Schweden                   | – | Finnland | 0:0 |

Gruppe B
| Pl. | Land       | Sp. | S | U | N | Tore    | Diff. | Punkte |
| --- | ---------- | --- | - | - | - | ------- | ----- | ------ |
| 1.  | China      | 3   | 3 | 0 | 0 | 008:000 | +8    | 09     |
| 2.  | Dänemark   | 3   | 1 | 1 | 1 | 006:300 | +3    | 04     |
| 3.  | Australien | 3   | 0 | 2 | 1 | 001:300 | −2    | 02     |
| 4.  | Portugal   | 3   | 0 | 1 | 2 | 000:900 | −9    | 01     |

|                             |   |            |     |
| 14. März 1999 in Faro       |   |            |     |
| Dänemark                    | – | Australien | 1:1 |
| China                       | – | Portugal   | 4:0 |
| 16. März 1999 in Olhão      |   |            |     |
| China                       | – | Dänemark   | 2:0 |
| Portugal                    | – | Australien | 0:0 |
| 18. März 1999 in Montechoro |   |            |     |
| Dänemark                    | – | Portugal   | 5:0 |
| Australien                  | – | China      | 0:2 |

### Finalrunde
Spiel um Platz 7
|                             |   |          |     |
| 20. März 1999 in Montechoro |   |          |     |
| Portugal                    | – | Finnland | 2:1 |

Spiel um Platz 5
|                        |   |          |                |
| 20. März 1999 in Loulé |   |          |                |
| Australien             | – | Schweden | 1:1, 7:6 i. E. |

Spiel um Platz 3
|                            |   |          |                |
| 20. März 1999 in Quarteira |   |          |                |
| Norwegen                   | – | Dänemark | 2:2, 4:1 i. E. |

### Finale
| China                                               | China | USA | USA |
| --------------------------------------------------- | --- | --- | --- |
| China                                               | \| 20. März 1999 in Loulé (Estádio Municipal de Loulé) \| \| Ergebnis: 2:1 (1:1) \| \| Zuschauer: 800 \| \| Schiedsrichterin: Bente Skogvang ( Norwegen) \| \| Spielbericht \|  | \| 20. März 1999 in Loulé (Estádio Municipal de Loulé) \| \| Ergebnis: 2:1 (1:1) \| \| Zuschauer: 800 \| \| Schiedsrichterin: Bente Skogvang ( Norwegen) \| \| Spielbericht \| | USA |
| China                                               | Gao Hong • Fan Yunjie, Wen Lirong, Zhao Lihong, Wang Liping, Liu Ailing (90. Qiu Haiyan), Liu Ying, Bai Jie, Pu Wei, Sun Wen, Jin Yan (85. Zhang Ouying) Cheftrainer: Ma Yuanan | Briana Scurry • Carla Overbeck, Joy Fawcett, Kate Sobrero (90. Danielle Fotopoulos) • Brandi Chastain (63. Lorrie Fair), Michelle Akers (60. Shannon MacMillan), Julie Foudy, Kristine Lilly, Tiffeny Milbrett (73. Sara Whalen) • Cindy Parlow, Mia Hamm Cheftrainer: Tony DiCicco | USA |
| China                                               | 1:0 Pu Wei (16.) 2:1 Jin Yan (65.) | 1:1 Tiffeny Milbrett (45.) | USA |
| China                                               | Gao Hong, Liu Ying | Carla Overbeck | USA |
| 20. März 1999 in Loulé (Estádio Municipal de Loulé) | | |     |
| Ergebnis: 2:1 (1:1)                                 | | |     |
| Zuschauer: 800                                      | | |     |
| Schiedsrichterin: Bente Skogvang ( Norwegen)        | | |     |
| Spielbericht                                        | | |     |